# Isabel Barreto
Isabel Barreto, född 1567, död 1612, var en spansk sjöamiral och upptäcktsresande. Hon anses vara en av de första kvinnor i historien som fått titeln amiral. Hon var gift med den spanske upptäcktsresanden och navigatören Álvaro de Mendaña de Neira, och åtföljde honom under hans söderhavsexpedition 1595. När han avled på Santa Cruzöarna under färden, övertog hon tillsammans med Pedro Fernandez de Quiros befälet över hans flotta och kunde föra den till dess mål på Spanska Filippinerna, en bedrift som gjorde henne berömd.